# ジャン＝ジョゼフ・エティエンヌ・ルノアール

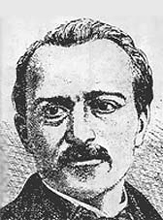
ジャン＝ジョゼフ・エティエンヌ・ルノアール

ジャン＝ジョゼフ・エティエンヌ・ルノアール（Jean-Joseph Étienne Lenoir, 1822年1月12日 - 1900年8月4日）はルクセンブルク生まれのフランスの技術者・事業家で、世界初の内燃機関を実際に作り出した人物。

## 概要
ルノアールは1822年、当時ルクセンブルク領にあった（1839年以降はベルギーのリュクサンブール州となった地域）ムスィ＝ラ＝ヴィル（fr:Mussy-la-Ville）で生まれた。のちにフランスに移住し、1850年代初期にはパリに住んでいた。パリで電気めっきに興味を持つ。その後ルノワールは電気に関する発明を行うようになった。初期には電信の改良などがある。
ジュール・ヴェルヌが1863年に執筆した、ヴェルヌ初のSF未来小説である二十世紀のパリにはルノアールの馬なし馬車の記述がある。
ペール・ラシェーズ墓地に葬られた。

## 2ストローク・エンジン
1859年には、その電気の知識を元に最初の内燃機関（燃焼を内部でおこなうエンジン）を開発している。これはフランス人フィリップ・ルボン（Philippe Lebon, 1767年 – 1804年）が1801年に特許をとったガスエンジンをルノワールが改良したもので、電気式の点火装置を備えた単気筒2ストロークガスエンジンだった。点火装置にはバッテリーと誘導コイルを使った。またシリンダーの機構は蒸気機関と同様、ピストンの両側から交互に作動するダブルアクション機構のものだった。蒸気機関と異なる点は、シリンダー内両端に点火プラグが備わり内燃機関としてシリンダー内で燃焼が起こることである（下部の外部リンクの先で3Dアニメーションで動作が確認できる）。ルノワールのエンジンのつくりは、それまでのものに比べて非常に出来がよかった。また照明用ガスが都市に行き渡るようになっていたことも普及を後押しした。1860年1月23日には、約20人の目の前でこれを披露している。
この初の商用ガスエンジンはそれまでの蒸気機関に比べコンパクトでより扱いやすい代替エンジンとして迎えられた。ルノアールのエンジンは複数の会社で生産され、電気が容易に得られない時代だったので工場などで定置型エンジンとして使われた。
このルノワールのエンジンは400台以上作られた。また、1861年にはこのガスエンジンがボートに搭載され、世界初のモーターボートとしてセーヌ川で使われた。

## 4ストローク・エンジン
フランスの技術者アルフォンス・ボー・ドゥ・ロシャス（Alphonse Beau de Rochas）が1862年に提唱した（ボー・ドゥ・ロシャス・サイクルや4ストローク・サイクルと呼ばれる）点火前に燃料と空気の混合気を圧縮させる考え方（フランス特許 #52,593、1862年1月16日）を元に、1863年には初期の段階のキャブレターを備えた初の4ストローク・エンジンを発明した。燃料には水の電気分解で発生させた水素ガスを利用した。同年、このガスエンジンを使い、ルノワールには2号目となる水素自動車を製作。1.5 hpを出力し、パリ市内～ジョアンヴィル＝ル＝ポン（fr:Joinville-le-Pont）間の往復18kmを3時間かけて走行した。
ニコラス・オットーが新たに4ストローク・サイクルの内燃機関技術を開発した。オットーのエンジンに比べて、ルノワールのエンジンはガスやオイルの消費量も多く、その動作が荒かった。そのため、以降のエンジンはルノワールのデザインを使わなくなった。オットーのエンジンは、技術的にはルノアールのものを下地にしているが、ガスではなく液体燃料（つまりガソリン）を使っていた。当時はガソリンは廃棄物とみなされていた。オットーは自身の研究が認められず、気落ちしていた時期にルノワールのエンジンの展示を見て勇気付けられ、自身の研究の方向が間違っていないことを確信し、研究に邁進するようになった。

## その他の功績
ルノワールは80種の特許を取得している。
- ホワイトエナメルの製法
- 電気めっきの改良
- 馬車（ワゴン）用電気ブレーキ
- 鉄道標識
- ガラスめっき
- 革なめし
- エンジン用点火プラグ(1876年)

ルノワールのエンジンは、パリの工芸博物館に展示されている（外部リンクを参照）。ルノワールはまた、エンジンではなく、電信の開発の功績により、レジオンドヌール勲章を受勲し、フランス国籍を得ている。